# Benitoíta
La benitoíta es un mineral de la clase de los ciclosilicatos. Descubierta en 1907 en el condado de San Benito, California (EE. UU.), de donde viene su nombre. Un sinónimo poco usado es benitoide.

## Características químicas
Es un silicato de bario y titanio, dos elementos químicos poco frecuentes, además de que comúnmente lleva impurezas de sodio.
La benitoíta ocurre típicamente con una variedad inusual de minerales. Entre ellos, aparte del bario y titanio, encontramos: natrolita, neptunita, joaquinita, serpentina y albita.

## Formación y yacimientos
Aparece en rocas en filones de minerales del sodio granulares, donde forma hojas fibrosas de color verde grisáceo intercaladas con serpentina.
La Benitoíta es un mineral escaso que solo se puede encontrar en unas pocas localizaciones. Entre estas están el condado de San Benito, otras zonas de California, Japón y Arkansas. Solo se suele encontrar en calidad de gema en California, estado del cual es gema oficial desde 1985.

## Usos
Los ejemplares de mayor tamaño pueden ser tallados y son empleados en joyería como gemas.